# SpVgg Zella-Mehlis 06
SpVgg Zella-Mehlis 06 was een Duitse voetbalclub uit Zella-Mehlis, Thüringen. De club bestond tussen 1906 en 1945.

## Geschiedenis
De club werd in 1906 opgericht als SC Germania 06 Mehlis. Vanaf 1910 speelde de club in de nieuwe West-Thüringse competitie. De club werd in 1913 kampioen, maar nam niet deel aan de eindronde. 
In 1914 kwam er nog een club uit de stad in de hoogste klasse, TV 09 Mehlis. Na de oorlog werden enkele competities verenigd tot de Thüringenliga, maar de club speelden nu niet langer in de hoogste klasse. In 1919 werd de competitie omgevormd door de Kreisliga Thüringen. Germania kon in 1921 promotie naar die Kreisliga afdwingen en TV slaagde daar een jaar later in. Na 1923 werd de Kreisliga afgevoerd en werd de West-Thüringse competitie als Gauliga Westthüringen heringevoerd. TV 09 wijzigde de naam in VfL 09 Mehlis. Na twee seizoenen zonder al te veel succes fuseerden beide teams in 1925 en zo ontstond SpVgg Zella-Mehlis. De fusieclub kon meteen de titel veroveren en plaatste zich zo voor de eindronde, waar ze verloren van SpVgg 02 Erfurt. Na een tegenvallend seizoen in 1927 werd de club in 1928 opnieuw kampioen, met één punt voorsprong op SC 1912 Zella. In de eindronde versloeg de club SC 06 Oberlind, maar werd dan uitgeschakeld door FC Viktoria 03 Leipzig. Na twee vicetitels werd de club in 191 andermaal kampioen en won 17 van de 18 wedstrijden. In de eindronde kon de club de lijn niet doortrekken en verloor van SC Stadtilm. 
In 1932 eindigde de club samen met SC Wasungen 08 op de eerste plaats, maar verloor dan de finale om de titel. In 1933 werd de competitie geherstructureerd. De Midden-Duitse bond werd ontbonden en de vele competities werden vervangen door de Gauliga Mitte en Gauliga Sachsen. De clubs uit West-Thüringen werden te licht bevonden voor de Gauliga Mitte en ook voor de Bezirksklasse Thüringen, die de nieuwe tweede klasse werd, kwalificeerden zich slechts twee teams. Als vicekampioen was de club wel voor deze Bezirksklasse geplaatst. De club speelde er vijf jaar, zonder al te veel succes en degradeerde in 1938 en slaagde er niet meer in om terug te keren.
Na het einde van de Tweede Wereldoorlog werden alle Duitse voetbalclubs ontbonden. Deze club werd niet meer heropgericht.